# Poppy (cantante)
Moriah Rose Pereira (Boston, Massachusetts; 1 de enero de 1995), conocida profesionalmente como Poppy y anteriormente como That Poppy, es una cantante, cantautora y youtuber estadounidense. En 2014, alcanzó notoriedad en YouTube al protagonizar varios videos virales en los que comentaba y satirizaba la sociedad moderna y la cibercultura bajo una performance como un androide «inquietante». En 2014 firmó con Island Records y dos años después publicó su EP debut de pop, Bubblebath.
En 2017, Poppy firmó con el sello Mad Decent y publicó su primer álbum de estudio, Poppy.Computer. Un año después lanzó el capítulo piloto de I'm Poppy, una serie web propuesta para YouTube Premium. Ese año también publicó su segundo álbum de estudio, Am I a Girl?, con grandes influencias del nu metal.
En 2020, Poppy firmó con Sumerian Records y publicó su tercer álbum de estudio, I Disagree, que incluyó géneros como el heavy metal y rock industrial. El álbum continuó el cambio estilístico que empezó con su segundo trabajo e incorporó letras y videos musicales que algunos críticos describieron como «perturbadores», «violentos» y «macabros». Al año siguiente Poppy publicó el EP de metalcore titulado Eat (NXT Soundtrack), como parte de una colaboración con la promoción de lucha libre profesional WWE y su marca NXT, y su cuarto álbum de estudio Flux, con un sonido más suave que sus obras anteriores.
En 2021, Poppy se convirtió en la primera solista femenina en ser nominada al Premio Grammy a la mejor interpretación de metal, con su canción «Bloodmoney». En 2024 lograría volver a ser nominada a esta misma categoría por su canción «Suffocate» con la banda Knocked Loose.

## Primeros años
Moriah Rose Pereira nació el 1 de enero de 1995, en Boston, Massachusetts, Estados Unidos, y a los 14 años se mudó con su familia a Nashville, Tennessee. Antes de querer dedicarse a la música quiso ser una Rockette y tomó lecciones de baile durante once años. En la escuela sufrió acoso escolar por ser delgada y callada, por lo que finalizó sus últimos años con educación en el hogar. A los 15 años se fue de casa y poco después se mudó a Los Ángeles, California.Cuando cumplió 17 años, Poppy comenzaría con su carrera como cantante.

## Carrera

### Comienzos (2012-2014)
Desde 2012 hasta 2013 Poppy se habría presentado en varios festivales de redes sociales, incluyendo IndieCove en agosto de 2011, VidCon en junio de 2012 y DigiTour en junio de 2013. En 2012 lazaría 17 canciones 15 de las cuales son versiones y dos siendo canciones originales, resaltando una versión de "Kids" de MGMT con sus amigos del grupo musical HeyHiHello. Además, aparece en la pista de Eppic "Hide and Seek" y su cover en solitario de "Lonely Boy". Colaboró con SteamyIntheCity Creator Studio para producir un video musical para una versión de "Breezeblocks" de Alt-J, así como dos videos musicales para su versión de "Fade Into You" de Mazzy Star y hacer una presentación en vivo en julio de 2013 de la cual SteamyintheCity lanzaría oficialmente en octubre de ese mismo año la presentación de la versión de "Cannibal Queen" de Miniature Tigers hecha por Poppy.
Su canal de YouTube pasaría a llamarse "thatPoppyTV" a llamarse "Poppy" en marzo de 2013 y sus versiones fueron mayormente privatizadas de este canal en agosto del mismo año. Poppy se mudó a Los Ángeles en 2014 para seguir su carrera musical. Allí se asoció con el director Corey Michael Mixter, conocido por su nombre artístico Titanic Sinclair, para hacer una serie de videos promocionales abstractos en el mismo canal en el que Poppy solía subir sus versiones, En 2014, firmó con Island Records. A partir de 2015, el canal estuvo cargando videos activamente y atrajo a una gran audiencia.

### Bubblebath y YouTube (2015-2016)
Poppy lanzó su canción debut bajo Island, "Everybody Wants to Be Poppy", en junio de 2015. Actuó en el Festival Corona Capital en noviembre de 2015. Lanzó su primer sencillo  "Lowlife", el 24 de julio de 2015. PopularTV ha descrito la canción como "una canción que hará querer sacar tus viejos Vans y juntarte con los skater boys." "Lowlife" más tarde fue incluida en el álbum recopilatorio Now That's What I Call Music! 58 en Estados Unidos. Un remix de la canción fue lanzado en abril de 2016. "Lowlife" también ha recibido cobertura en BBC Radio. Pereira lanzó su primer EP, Bubblebath, el 12 de febrero de 2016. Se trata de un disco pop de cuatro pistas. Una canción del EP, llamada "Money" (segundo sencillo del EP), fue usada en la serie de televisión Scream durante el primer episodio de la segunda temporada. La canción también fue usada en el videojuego Los Sims 4 en la estación de radio de "Música pop pre-adolescente" para el pack de accesorios de Cuarto de Niños. Desde julio hasta agosto de 2016, lanzó una serie de anuncios para la compañía de calzado Steve Madden en su canal como parte de su programa Steve Madden Music.
En octubre de 2016, Poppy lanzó un álbum de música de género ambiente llamado 3:36 (Music To Sleep To), compuesto por Titanic Sinclair y ella misma, con la asistencia de polisomnografistas de la Facultad de Medicina de la Universidad de Washington. En noviembre de 2016, se convirtió en la imagen de la primera colección "Hello Sanrio" del minorista japonés Sanrio. En febrero de 2017, protagonizó una serie de videos para Comedy Central titulados "Internet Famous with Poppy". En septiembre de 2017, Poppy ganó un premio Streamy en la categoría «Artista Revelación».
El álbum de debut de Poppy, Poppy.Computer, fue lanzado el 6 de octubre de 2017 por Mad Decent. Su primera gira de conciertos, Poppy.Computer Tour, comenzó el 19 de octubre de 2017 en Vancouver. Poppy lanzó su sencillo debut,
Poppy ha dicho que su estilo está inspirado en los artistas de J-Pop. Ella ha descrito su estilo musical como "música que te hace querer gobernar el mundo".
A finales de 2016, Poppy se convertiría en la cara de la colección "Hello Sanrio" de Sanrio.

### Poppy.Computer (2017)
En 2017, Poppy estuvo trabajando en su primer álbum, Poppy.Computer, junto con la discográfica Mad Decent, que salió a la venta el 6 de octubre de 2017. Los sencillos de este primer álbum en orden son "I'm Poppy", Computer Boy", Interweb" y "My Style", este último en el cual participa Charlotte, uno de los personajes ficticios del canal de YouTube de la artista. Además, realizó su primera gira con paradas en diferentes localizaciones de Estados Unidos y Canadá, comenzando el 19 de octubre de 2017. Algunas de sus actuaciones vendieron todas las entradas e incluso se amplió el número de actuaciones que la cantante realizó.
El 24 de noviembre de 2020 fueron anunciados los artistas nominados para los premios Grammy, de los cuales Poppy es una de ellos. La cantante fue nominada a la categoría de “Mejor interpretación de metal” por su canción Bloodmoney, siendo esta su primera nominación a dichos premios.

### Am I A Girl? y demanda (2018)
Desde el 17 de abril de 2018, Mars Argo volvió a la vida pública con una demanda hacía su excolaborador Corey Mixter/Titanic Sinclair y a Poppy, por infracción de derechos de autor y violencia doméstica y emocional. En su momento, el abogado de Argo, Matthew Umhofer, había dicho que tanto Titanic Sinclair como Poppy eran un “fraude”. “Su único arte es una estafa: su única creación original es el sufrimiento que han causado a mi cliente”. Sin embargo, parece que la demanda fue resuelta fuera de tribunales.

### I Disagree (2019-2020)
Poppy empezaría el año lanzando una versión acústica de la canción "X", aparte de seguir haciendo videos cortos para YouTube. A finales de enero, Poppy lanzaría la canción de género pop experimental titulada "Voicemail".
De acuerdo con NME, ninguna de las partes reconoce responsabilidad alguna en cuanto a las acusaciones, pero se acordó que ni Poppy y ni Titanic podrán contactar a Argo, que no se harían públicos comentarios despectivos entre ambas partes, y que Sinclair destruiría unas fotos “comprometedoras” de Argo. Estas fueron las declaraciones oficiales del abogado de Poppy y Sinclair: “Desde el principio, Poppy y Titanic han negado categóricamente las acusaciones hechas por Brittany Sheets, también conocida como Mars Argo. Mientras Poppy y Titanic estaban ansiosos por defenderse en un foro público, donde toda la evidencia podría ser considerada por un investigador, no solo los fragmentos que la Sra. Sheets colocó en sus documentos judiciales. Todas las partes han acordado por acuerdo propio abandonar cualquier reclamo sin intercambio de dinero de por medio”.

## Estilo musical
La música de Poppy ha sido descrita como pop, heavy metal,rock, electrónica, industrial y experimental.

## Imagen

### Influencias
Poppy se ha descrito a sí misma como una "niña Barbie kawaii". Ha descrito su estilo como "música que te hace querer gobernar el mundo". Poppy afirma que se inspira en géneros como el J-Pop, el K-Pop y el reggae. Recuerda haber empezado a escribir música en 2012. Dijo a Tiger Beat que sus inspiraciones musicales son Cyndi Lauper, Elvis Presley, Jimmy Eat World, No Doubt y Blondie.

### Personaje
Poppy explicó que su nombre artístico surgió como un apodo por el cual una amiga solía llamarla. Después de que su amiga la presentara persistentemente como "Poppy", se quedó con el nombre. 

## Recepción
Aunque se ha elogiado lo pegadizo de la música de Poppy, algunos han descrito a su persona como "distante de la realidad". Ravel la llamó "dulce, pero extraña" y "muy adictiva".PopularTV dijo sobre su música: "Paralelamente a Gwen Stefani en la era No Doubt, Poppy mezcla punk con ska-pop y te hace querer levantarte y bailar". El blog de UQ Music la describió como "un cruce entre Electra Heart y Princess Peach". David Mogendorff dijo que tiene "una fuerte influencia del J-pop y el K-pop".
El canal de Poppy en YouTube se considera a menudo como un comentario crítico sobre las redes sociales. VICE describió el tono del canal y dijo: "...si tiene la paciencia para abrirse paso en todos los videos de este canal, comienzan a surgir ciertas tendencias. La más obvia es la fijación de Poppy con Internet y la cultura de las redes sociales, las cuales ella dice amar. Pero mucho más interesante es el tono general de los videos, que se han vuelto progresivamente más oscuros en los últimos dos años". Gita Jackson de Kotaku sugirió que los videos son un comentario sobre la experiencia de estar en Internet, escribiendo: "De alguna manera, ella ha hecho cada video de YouTube algo único. Su canal es un índice de cada disculpa insincera, una apuesta desesperada por puntos de vista y seguridad que no podrían hacerlo sin sus fanáticos que jamás verás. Poppy no solo está enlodando lo absurdo de las personas que se ganan la vida como figuras públicas en Internet, sino que también lo tiene para toda la experiencia de estar en línea". Mogendorff dijo que los videos son "como comentarios sociales...que tocan las ansiedades de la vida moderna" y que son "una forma realmente interesante de comunicarse, personal pero extraña".

## Discografía
Álbumes de estudio
- 2017: Poppy.Computer
- 2018: Am I a Girl?
- 2020: I Disagree
- 2021: Flux
- 2023: Zig
- 2024: Negative Spaces

## Giras
- Poppy.Computer Tour (2017 - 2019)[22]
- Am I a Girl? Tour (2018 - 2019)[23]
- Threesome Tour (2019)[24]
- I Disagree Tour (2020)[25]
- Flux Tour (2021)
- Never Find My Place Tour (2022)
- Concrete Forever (2024)
- Zig Tour (2024)
- They're All Around Us Tour (2025)

## Premios y nominaciones
| Año  | Organización                        | Categoría                     | Trabajo nominado                | Resultado | Ref.          |
| ---- | ----------------------------------- | ----------------------------- | ------------------------------- | --------- | ------------- |
| 2016 | Tiger Beat, 19 Under 19 Awards      | Canción más influencial       | "Lowlife"                       | Nominada  | [ 26 ]        |
| 2017 | Streamy Awards                      | Artista revelación            | Ella misma                      | Ganadora  |               |
| 2017 | Unicorn Awards                      | Momento icónico del año       | Ella misma                      | Ganadora  | [ 27 ]        |
| 2017 | Unicorn Awards                      | Canción del año               | "Computer Boy"                  | Nominada  | [ 28 ]        |
| 2018 | Shorty Awards                       | Mejor en "raro"               | Ella misma                      | Ganadora  | [ 29 ]        |
| 2020 | Heavy Music Awards                  | Mejor video                   | "Scary Mask"                    | Nominada  | [ 30 ]        |
| 2020 | World of Wonder's 2020 WOWIE Awards | Canción sobresaliente         | "I Disagree"                    | Nominada  | [ 31 ]        |
| 2021 | 63.ª edición de los Premios Grammy  | Mejor interpretación de metal | "BLOODMONEY"                    | Nominada  |               |
| 2022 | Kerrang! Awards                     | Mejor acto internacional      | Ella misma                      | Ganadora  | [ 32 ] [ 33 ] |
| 2024 | Rock Sound Awards                   | Canción del año               | "V.A.N" (con Bad Omens)         | Ganadora  | -             |
| 2024 | 67.ª edición de los Premios Grammy  | Mejor interpretación de metal | "Suffocate" (con Knocked Loose) | Pendiente | -             |

### Distinciones
- Placa de 100 mil suscriptores en YouTube (2016)
- Placa de 1 millón de suscriptores en YouTube (2017).